# Uruguay en los Juegos Olímpicos de Los Ángeles 1984
Uruguay estuvo representado en los Juegos Olímpicos de Los Ángeles 1984 por un total de 18 deportistas, 17 hombres y una mujer, que compitieron en 5 deportes.
El portador de la bandera en la ceremonia de apertura fue el jugador de baloncesto Carlos Peinado. El equipo olímpico uruguayo no obtuvo ninguna medalla en estos Juegos.